# Stefano Taglietti

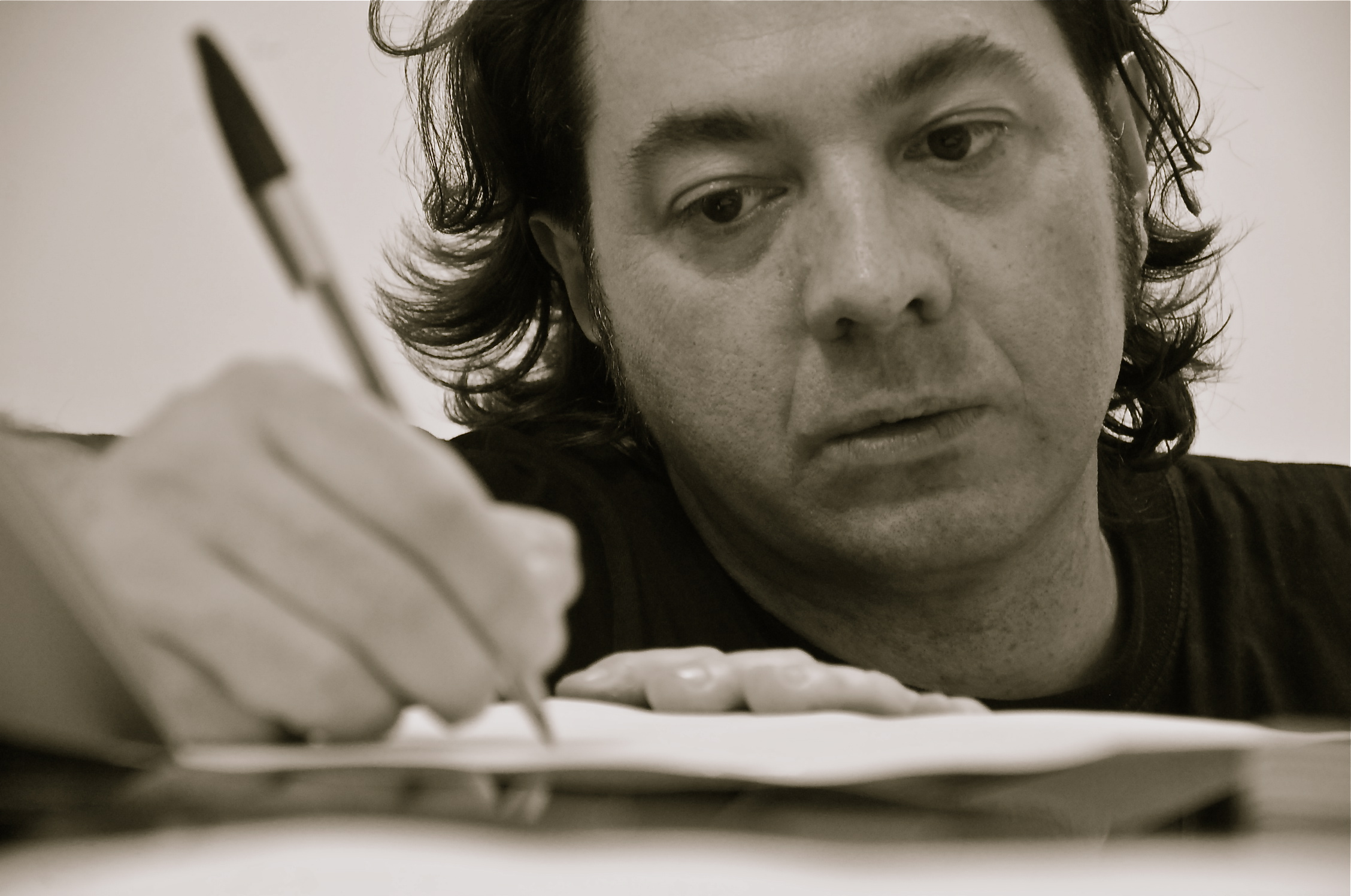
Il compositore Stefano Taglietti

Stefano Taglietti (Roma, 10 novembre 1965) è un compositore italiano.

## Biografia
Autore di musica da camera, sinfonica, corale, elettronica, per il teatro e l’immagine.
La sua formazione avvenne con Sylvano Bussotti dal 1985 fino al 1990 e successivamente nel 1997 con Hans Werner Henze.
La sua musica è stata commissionata dal Cantiere Internazionale d'Arte di Montepulciano (1994, 2009, 2010, 2015, 2022), da Gerd Albrecht Deutsche Pavillon - expò Hanover 2000, da Rai Nuova Musica Orchestra Sinfonica Nazionale della RAI (2003), dall'Accademia di Francia – Villa Medici (2003),  da Sentieri Selvaggi (2005), da Festival delle Nazioni di Città di Castello (2005), dall’Accademia Nazionale di Santa Cecilia (2007), dalla Biennale di Venezia (2007, 2012, 2019), dalla Biennale di Venezia sez. Architettura 2008, da Musica/Realtà – Milano (2008), dai Solisti Aquilani (2017), da Orchestra Sinfonica di Sanremo (2019) e da Istituzione Sinfonica Abruzzese (2019). Le sue opere sono state pubblicate da Chester Music e dal 2006 da Rai Com.
Dal 2017, attraverso la web-radio RadiostArt, cura e conduce la trasmissione Clocks and Clouds che si occupa della divulgazione della musica contemporanea, animando discussioni e interviste con i più importanti compositori italiani e stranieri.

## Stile
Lo stile compositivo di Stefano Taglietti è aperto a una grande varietà di materiali musicali, tratti dalla musica antica (polifonica, rinascimentale con particolare attenzione alla tecnica del madrigalismo), moderna (uso di accordi-colori, frammentazioni modali), contemporanea (minimalismo, tecniche estese, nuove tecnologie), africana, orientale e dal blues, punk, jazz e folk, che filtra per ottenere una musica che non sia «mono-stile, mono-tecnica, mono-pensiero», ma che combini diversi linguaggi in uno solo, sincretico e plurale.

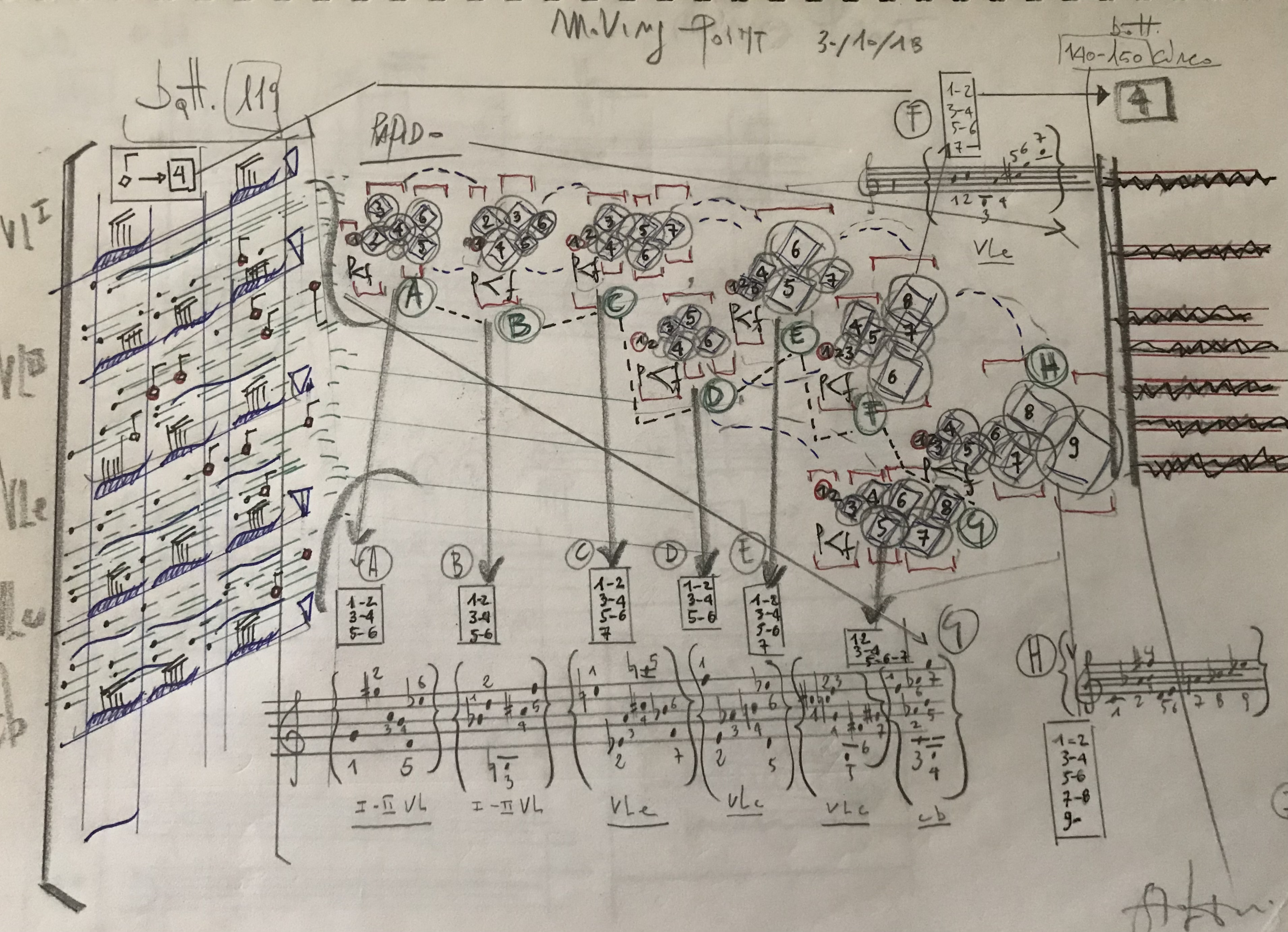
Moving Point per archi- pagina diagramma formale (Biennale di Venezia 2019 sez. Musica)

Grazie alla partecipazione come pianista a progetti con Dom Um Romão, Karl Potter, Evan Parker, Giancarlo Schiaffini, Walter Prati, Gianni Trovalusci e Geoff Warren, Taglietti ha consolidato la commistione di generi.
Influenze extramusicali sono presenti nelle opere nate dalla collaborazione con l’artista visivo iraniano Bizhan Bassiri in Pensiero magmatico (1996), La divina devastazione (1996), Palingenesi (1999), Sinfonia scenica (1999-2002), nella partecipazione alla Biennale di Architettura a Venezia (2008) e anche in Gibellina (2016), dedicata ad Alberto Burri, che trae origine dal suo Grande Cretto. 
Nelle opere strumentali vengono uniti elementi colti e popular in uno stile univoco, soprattutto nella sua produzione per chitarra classica e per chitarra elettrica, in cui risente degli influssi punk, rock, pop, utilizzando distorsore e delay. L’attività di sperimentazione, che vede l’accostamento di strumenti elettrici a tradizionali, trova un punto di sintesi in Concerto triplo (2016-17).
Le esperienze di teatro musicale per Taglietti iniziano nel 1991 con l’opera Il monaco e la figlia del boia con la regista americana Ellen Stewart. A questo genere appartengono Memoirs of Eliogabalus (2007), con libretto in inglese, Dialogo sopra l’ultimo uomo (2009), Il Fuoco (2012) – adattamento dello stesso Taglietti dell’omonimo romanzo di Gabriele d’Annunzio –, Sartina (2012), composta per il trecentenario della nascita di Jean-Jacques Rousseau, In ascolto di un Re (2010), Operanophis (2013), Idroscalo Pasolini (2015). Quest’ultima, su libretto di Carlo Pasquini e commissionata dal Cantiere Internazionale d’Arte di Montepulciano, riprende i temi e alcuni iconici personaggi dei film di Pier Paolo Pasolini. Lo stile è caratterizzato da forti contrasti generati dall’utilizzo dell’ensemble in modo sinfonico, cameristico, corale o meditativo a seconda dei personaggi e della drammaturgia.

## Opere scelte

### Melologhi
- Il Marinaio, melologo per voce recitante, soprano, percussioni, quartetto d’archi, live electronics e nastro magnetico su testo di Fernando Pessoa (Premio Cemat, 1998) in collaborazione con Edison Studio-Roma (1996-97)
- Libera Vox, melologo per ensemble vocale e pianoforte su testi di Luis Gabriel Santiago (recitante Arnoldo Foà, 2003)
- Assedio di Ragalbukka per recitante ed ensemble (2004)
- Insonnia, azione scenica per attrice e strumentisti su testi di Tiziana Regine e immagini di Roberto Masotti (commissionato da Sentieri Selvaggi, 2005)
- Viaggio in Paradiso, melologo su testi di Mark Twain (recitante David Riondino, commissionato da Festival delle Nazioni, 2005)[15]
- Il Vecchio è scappato, melologo per voce recitante, flauti dolci, sassofoni, percussioni, chitarra acustica, chitarra elettrica e tastiere su testi di Luis Gabriel Santiago (recitante Arnoldo Foà, 2007)
- Ipatzia e Emmy Noether, melologo su testo di Fabio Ciolli (commissionato da Musica e Realtà, 2008)

### Musica corale (anche con strumenti)
- La divina devastazione, concerto scenico in 7 movimenti per soli coro femminile e ensemble su testo e quadro scenico di Bizhan Bassiri (1994-95)
- Invocazione, Interludio, Antifona per soprano coro maschile e orchestra d’archi su testi di Bruno Corà (1998)
- Amor se giusto sei…, madrigale per sette voci su testo di anonimo del XVI sec. (commissionato da Accademia di Francia-Villa Medici, 2003)
- Libera Vox I, II, III, IV, madrigali per ensemble vocale (2003)
- Kyrie, per coro a quattro voci (2018)

### Musica da camera
- Trio music n.1 per sax soprano, pianoforte e piano elettrico (1991)
- Tempo notturno, Tempo trascorso, per pianoforte e quartetto d'archi (commissionato da Cantiere Internazionale d'Arte di Montepulciano, 1993)Stefano Taglietti, Pescara 2008 in una foto di Roberto Masotti

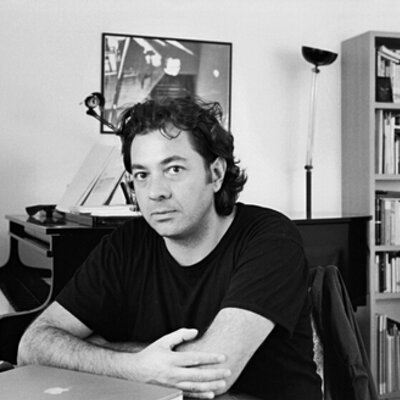
Stefano Taglietti, Pescara 2008 in una foto di Roberto Masotti

- Voci da Jelenia Gora per tre flautisti (commissionato da Centro Ricerche Musicali, 1996)
- Paligenesi, concerto scenico in 6 parti per voce solista maschile, ottetto maschile, flauti e percussioni su testo e quadro scenico di Bizhan Bassiri (1999)
- Opus Neuma per ensemble (commissionato da Gerd Albrecht e Hannover expo 2000, 1999-2000)
- Bicinium per due pianoforti (commissionato da Hans Werner Henze, 2001)
- I Fiori, le Pietre, la Vita per violoncello e pianoforte (2002)
- After Pop Suite per voci ed ensemble (2002-03)
- All the Shadows per ensemble (2003)
- Slashing per archi (commissionato da Rai Nuova Musica, 2003)
- Sonatina per flauto e clavicembalo (2003)
- Piccolo Concerto per due pianoforti e percussioni (2003-04)
- Exta per clavicembalo e quartetto d’archi (eseguito da Gian Maria Bonino e quartetto d'archi dei Berliner Philharmoniker, 2004)
- Ancestral human Hymn per soprano e ensemble (commissionato da Nuova Consonanza, 2005)
- Religioni, Sonata per violino solo (2005)
- Concerto per Ensemble (2006)
- Hanimat per ensemble (commissionato da Biennale di Venezia e Compagnia per la musica in Roma, 2007);
- Hurbinek’s Memory per flauto e archi (2007)
- Lezioni americane, cinque studi per pianoforte solo da Italo Calvino (2007)
- Living Fades per clarinetto in Si bemolle, pianoforte e dodici archi (commissionato da Accademia Nazionale di Santa Cecilia di Roma, diretto da Flavio Emilio Scogna, 2007)[16]
- Sonata per chitarra sola (2007)
- Presenza, Paesaggio, Essere, tre quadri sonori per voce femminile, ensemble strumentale ed elettronica (Biennale di Venezia - sez. architettura, 2008)
- Danza Oscura per Flauto, percussioni e pianoforte (commissionato da Festival Spazio Musica Cagliari, 2009)
- Concerto in tre movimenti per chitarra, marimba e archi (2011)
- Canto Doppio per flauto e sax soprano (2013)
- Rocking Up per chitarra elettrica sola (2013)
- Fluido Fiume per ensemble (2015)
- Magnificat per solo flauto (2015)
- Codex per flauto e pianoforte (2016)
- Laude per viola (2016)
- Trio per flauto, chitarra e marimba (2011)
- Trio di Banksy per violino, violoncello e pianoforte (2016)
- Trio per oboe, fagotto e pianoforte in 6 parti (2017)
- Madregal  per flauto, oboe, clarinetto in sib, fagotto e pianoforte (2017)
- Triplo concerto per chitarra elettrica, pianoforte, percussioni, violino concertante e archi (commissionato da I Solisti Aquilani, diretto da Marco Angius, 2017-18)
- Cadenza per violoncello solo su un tema di Friedrich Gulda (eseguito da Francesco Mastromatteo Archiviato il 22 dicembre 2014 in Internet Archive., 2019)
- Clamantis per clarinetto basso e trio d’archi (commissionato da New Made Ensemble, 2019)
- Moving Point per archi o 14 archi (commissionato da Biennale di Venezia, 2019)[17]
- Man Earth Contact  per danzatrice, tromba sib con elettronica, percussioni etniche e pianoforte (commissionato da Fondazione Benetton, 2021)
- Sonus, nove pezzi su geometrie simboliche per pianoforte solo (2021)
- Fragment de chaconne per violino solo (commissionato da Festival Erremusica, Torino, 2022)
- Linea di un orizzonte quintetto per flauto, clarinetto, violino, violoncello e pianoforte (commissionato da Achrome ensemble, 2022)
- Spiritus Mundi per pianoforte a quattro mani (commissionato da Cantiere Internazionale d'Arte di Montepulciano, 2022)
- Simplex organum per flauto in do, flauto in sol e orchestra di flauti (commissionato da Pescara flute festival, 2023)
- Passo Doppio per due voci attoriali e ensemble (Commissionato per il centenario della fondazione della SIMC 1923-2023)
- Rituale nordico per pianoforte solo (2024)

### Musica elettronica ed elettroacustica
- Il Bisonte per video e nastro magnetico, video di Bizhan Bassiri (1998)
- The Voice of the Place per nastro magnetico (commissionato da Biennale di Venezia, 2012)
- Temporis Cantus per basso ed elettronica su testo e quadro scenico di Bizhan Bassiri (2019)
- Der Erde per sassofono soprano ed elettronica (2020)
- Sacred Psychedelic Theory per elettronica sola (2020)
- SideReal, concerto per pianoforte ed elettronica (2023)
- Restless, per pianoforte ed elettronica (2023)
- Forest, per due flautisti ed elettronica (commissionato da Pescara flute festival, 2024)

### Musica per orchestra
- Mimesis (commissionato Orchestra di Roma e del Lazio, 2005)
- Hymn for children (2006)
- Exultet (Orchestra di Sanremo, 2018)
- Concerto per orchestra (commissionato dall'Orchestra Sinfonica Abruzzese, 2019)
- De Lumine ( commissionato dall'Orchestra Sinfonica Abruzzese, 2020)

### Opere
- Memoirs of Elagabalus, opera su libretto di Fabio Ciolli, regia di Michael Kerstan (commissionata da Audi Summer festival, 2007)
- Dialogo sopra l'Ultimo Uomo, opera in un atto e quattro scene su libretto di Fabio Ciolli per tenore, baritono, flauti, percussioni ed elettronica (commissionata da Ministero degli Affari Esteri Italia, 2009)
- Opera Apophis, opera per voce recitante, soprano, mezzosoprano, tenore, baritono, e orchestra da camera, scritta con Gian Luca Podio (commissionata da Conservatorio Statale di Musica “F. A. Bonporti" di Trento, 2009)
- In Ascolto di un RE, opera su libretto di Raffaele Giannetti e regia di Robert Nemack (commissionata da Cantiere Internazionale d'Arte di Montepulciano, 2010)[18][19]
- Il Fuoco , opera in due atti per tenore, due soprani e ensemble su adattamento a cura di Stefano Taglietti dal romanzo omonimo di Gabriele D'Annunzio (commissionata da Festival Dannunziano, 2011)[20]
- Sartina, opera da camera su libretto di Chiara Coppa Zuccari in omaggio alla Serva Padrona nel tricentenario dalla nascita di Jean-Jacques Rousseau (commissione a cura di Ivan Fedele per l’Accademia Musicale Pescarese, 2012)[21]
- Dido e Aeneas, opera balletto per soprano, baritono, quintetto d'archi, elettronica e cinque danzatori su libretto liberamente tratto da Henry Purcell, scritta con Roberta Vacca, regia e coreografia di Francesca La Cava (commissione da Società dei concerti Barattelli e Solisti Aquilani, 2013)
- Idroscalo Pasolini , opera in un atto e sette quadri su libretto e regia di Carlo Pasquini per il doppio quarantennale del Cantiere Internazionale d'Arte di Montepulciano e dell'assassinio di Pier Paolo Pasolini (commissionata da Cantiere Internazionale d’Arte di Montepulciano, diretta da Marco Angius,  2015)[22]
- Brancalione, opera comica da camera in un atto su libretto di Luis Gabriel Santiago (commissionata da Festival Nuovi Spazi Musicali, 2016)

## Discografia

### CD monografici
- Il pensiero magmatico di Alessandro Cipriani e Stefano Taglietti (coautori), EDI-PAN CD 3059 (1996)
- After Pop Suite, Rai Trade – RTC015 Ducale (2007)
- Tribal Concept, Baobab International Orchestra, Il Manifesto – Rai Trade (2008)
- Il Fuoco - Opera da camera da Gabriele D’Annunzio, Rai Trade, ASIN: B00D2OI63Y (2013)
- Sacred Psychedelic Theory, DGMW Blue Seal Records, BSR002 (2020) [23]
- Concerto triplo per chitarra elettrica, pianoforte, percussioni, violino concertante e orchestra d’archi, I Solisti Aquilani - Marco Angius direttore, RMN - Classical UK  (31 marzo 2022)
- SideReal, concerto per pianoforte ed elettronica, DGMW Blue Seal Records, BSR010 (2023)[24]
- Forest, concerto doppio per due flautisti con flauti moderni, storici, etnici ed elettronica, DGMW - Blue Seal Records BSC018 (17 Luglio 2025)

### Titoli inclusi in CD
- Il Marinaio in Quarant’anni nel Duemila, CEMAT (1998)
- Invocazione, Interludio, Antifona in Electa Dei, Labem Ecamlab Pescara, CDL1011 Y2K (1999)
- I dadi della sorte in Wordless Dialogues, Labem Ecamlab Pescara, ASIN: B015A9QECI (2001)
- Continuum in AldaMicioMusic, Mauro Castellano pianoforte, CEMAT (2002)
- Sonatina in Novecembalo per flauto e clavicembalo, Chiara Agosti e Diadorim Saviola, ARS PUBLICA , Ars 141-010 (2003)
- I fiori, le pietre e la vita in Bussotti – Conti – Corridore – Margola – Taglietti, Antonio Mostacci e Miriam Garagnani, DDD Olga produzioni (2007)
- Memoirs of Elagabalus in The Egg Musher, con Stefan Hakenberg ed El Cimarròn Ensemble, CF VDM Records, ASIN: B001F6HHJU (2008)
- Kantor Kantus in Sur le tombeau de Haydèn – sette follie, Rai Trade – Ducale CD RTC034 (2009)[25]
- Movimento in El Cimarròn Ensemble Duo, Ivan Mancineli marimba e Christina Schorn chitarra, Stradivarius STR 33929 (2013)
- Gibellina in Omaggio ad Alberto Burri, Ensemble Suono Giallo, A Simple Lunch, 12asl2015 (2015)
- Canto doppio in ...à bout de souffle..., Nyky trio, A Simple Lunch, ASIN: B01D3HZDRG (2016)
- Rocking Up in Music from a Parallel World vol. 4, Sergio Sorrentino chitarra, M.A.P. Classics, ASIN: B01DDYEGTK (2016)
- Shots Symphony in Blow Up Percussion, EMA – Vinci Records (2017)
- Trio per oboe, fagotto e pianoforte in 6 parti in Voci dentro il tempo, Ensemble linguaggi sonori (Antonio Tarallo pianoforte, Massimo Martusciello fagotto e Riccardo Bricchi oboe), Bongiovanni (2020)
- Ard in So Far So Close - Creative Duets during the Lockdown, S. Sorrentino chitarra e S. Taglietti elettronica, Suoni Possibili Records (29 luglio 2020)
- Der Erde per sassofono soprano ed elettronica in Saxofonia, Danilo Perticaro sassofono, EMA - Vinci Records (1 dicembre 2020)
- Moving Point per orchestra d'archi in Solo Solis,  Paolo Carlini e I Solisti Aquilani,  EMA - Vinci Records (28 aprile 2021)
- Magnificat per solo flauto in Revolution, ( Andrea Ceccomori flauto ), Assisi Suono Sacro, Blue Seal Records (2022)
- Madregal per ensemble in Contemporary Music Book (21st Century Italian Music), Icarus vs Muzak - Mimma Campanale direttore, Da Vinci Classics (2022)
- Partire dal cielo per oboe e pianoforte in Opus Mind, Riccardo Bricchi oboe, Antonio Tarallo pianoforte, RMN - Classical UK (12 Gennaio 2024)